# Indialantic
Indialantic è un comune degli Stati Uniti d'America, situato in Florida, nella Contea di Brevard.